# Leichtathletik-Weltmeisterschaften 1997/400 m Hürden der Männer
Der 400-Meter-Hürdenlauf der Männer bei den Leichtathletik-Weltmeisterschaften 1997 wurde vom 2. bis 4. August 1997 im Olympiastadion der griechischen Hauptstadt Athen ausgetragen.
Weltmeister wurde der französische WM-Dritte von 1995 und EM-Dritte von 1994 Stéphane Diagana. Silber ging an den Südafrikaner Llewellyn Herbert. Der US-Amerikaner Bryan Bronson kam auf den dritten Platz.

## Bestehende Rekorde
| Weltrekord               | 46,78 s | Kevin Young | OS in Barcelona, Spanien          | 6. August 1992  |
| Weltmeisterschaftsrekord | 47,18 s | Kevin Young | WM 1993 in Stuttgart, Deutschland | 19. August 1993 |

Der bestehende WM-Rekord wurde bei diesen Weltmeisterschaften nicht eingestellt und nicht verbessert.
Der französische Weltmeister Stéphane Diagana stellte im Finale mit 47,70 s eine neue Weltjahresbestleistung auf.
Außerdem gab es folgende neun Landesrekorde:
- Lukas Soucek, Tschechien – 49,08 s (egalisiert), 2. Vorlauf
- Jiří Mužík, Tschechien – 48,56 s, 3. Vorlauf
- Mubarak al-Nubi, Katar – 48,84 s, 1. Halbfinallauf
- Paweł Januszewski, Polen – 48,94 s, 2. Halbfinallauf
- Fabrizio Mori, Italien – 48,17 s, 3. Halbfinallauf
- Jiří Mužík, Tschechien – 48,27 s, 3. Halbfinallauf
- Dusán Kovács, Ungarn – 48,45 s, 3. Halbfinallauf
- Llewellyn Herbert, Südafrika – 47,86 s, Finale
- Fabrizio Mori, Italien – 48,05 s, Finale

## Doping
In diesem Wettbewerb gab es einen Dopingfall.
Der Franzose Pascal Maran, der im Vorlauf ausgeschieden war, wurde im Anschluss an sein Rennen überführt, mit Ephedrin gedopt zu haben, und wurde disqualifiziert.
Da der gedopte Sportler bereits in der ersten Runde ausschied, gab es hier keine besonderen Benachteiligungen für andere Athleten.

## Vorrunde
Die Vorrunde wurde in sieben Läufen durchgeführt. Die ersten drei Athleten pro Lauf – hellblau unterlegt – sowie die darüber hinaus drei zeitschnellsten Läufer – hellgrün unterlegt – qualifizierten sich für das Halbfinale.

### Vorlauf 1
2. August 1997, 18:00 Uhr
| Platz | Name              | Nation         | Zeit (s) |
| ----- | ----------------- | -------------- | -------- |
| 1     | Llewellyn Herbert | Südafrika      | 49,23    |
| 2     | Mubarak al-Nubi   | Katar          | 49,39    |
| 3     | Ian Weakley       | Jamaika        | 49,52    |
| 4     | Marc Dollendorf   | Belgien        | 49,66    |
| 5     | Tom McGuirk       | Irland         | 49,93    |
| 6     | Niklas Eriksson   | Schweden       | 50,25    |
| 7     | Siniša Peša       | BR Jugoslawien | 50,65    |

### Vorlauf 2
2. August 1997, 18:05 Uhr
| Platz | Name                    | Nation         | Zeit (s)  |
| ----- | ----------------------- | -------------- | --------- |
| 1     | Fabrizio Mori           | Italien        | 48,93     |
| 2     | Lukas Soucek            | Tschechien     | 49,08 NRe |
| 3     | Yoshihiko Saitō         | Japan          | 49,52     |
| 4     | Jean-Paul Bruwier       | Belgien        | 49,56     |
| 5     | Gary Jennings           | Großbritannien | 49,84     |
| 6     | Wladislaw Schirjajew    | Russland       | 49,95     |
| 7     | Hubert Rakotombelontsoa | Madagaskar     | 52,29     |

### Vorlauf 3
2. August 1997, 18:10 Uhr
| Platz | Name                  | Nation                       | Zeit (s) |
| ----- | --------------------- | ---------------------------- | -------- |
| 1     | Samuel Matete         | Sambia                       | 48,43    |
| 2     | Jiří Mužík            | Tschechien                   | 48,56 NR |
| 3     | Dinsdale Morgan       | Jamaika                      | 49,34    |
| 4     | Mustapha Sdad         | Marokko                      | 49,50    |
| 5     | Christopher Rawlinson | Großbritannien               | 49,72    |
| 6     | Nabil Selmi           | Algerien                     | 50,45    |
| 7     | Abdullah Sabt Ghulum  | Vereinigte Arabische Emirate | 51,51    |
| DNS   | Ibou Faye             | Senegal                      |          |

### Vorlauf 4
2. August 1997, 18:15 Uhr
| Platz | Name              | Nation      | Zeit (s) |
| ----- | ----------------- | ----------- | -------- |
| 1     | Shunji Karube     | Japan       | 48,63    |
| 2     | Joey Woody        | USA         | 48,89    |
| 3     | Kareem Archer     | Jamaika     | 49,11    |
| 4     | Zid Abou Hamed    | Australien  | 49,21    |
| 5     | Paweł Januszewski | Polen       | 49,29    |
| 6     | Willie Smit       | Namibia     | 51,12    |
| 7     | Domingo Cordero   | Puerto Rico | 52,26    |

### Vorlauf 5
2. August 1997, 18:20 Uhr
| Platz | Name                 | Nation     | Zeit (s) |
| ----- | -------------------- | ---------- | -------- |
| 1     | Ruslan Maschtschenko | Russland   | 48,93    |
| 2     | Derrick Adkins       | USA        | 49,23    |
| 3     | Vadim Zadoinov       | Moldau     | 49,49    |
| 4     | Laurent Ottoz        | Italien    | 49,69    |
| 5     | Egils Tebelis        | Lettland   | 50,42    |
| DNF   | Miro Kocuvan         | Slowenien  |          |
| DOP   | Pascal Maran         | Frankreich |          |

### Vorlauf 6
2. August 1997, 18:25 Uhr
| Platz | Name               | Nation     | Zeit (s) |
| ----- | ------------------ | ---------- | -------- |
| 1     | Stéphane Diagana   | Frankreich | 49,34    |
| 2     | Ken Harnden        | Simbabwe   | 49,42    |
| 3     | Kazuhiko Yamazaki  | Japan      | 49,47    |
| 4     | Octavius Terry     | USA        | 49,84    |
| 5     | Kenneth Enyiazu    | Nigeria    | 50,12    |
| 6     | Cleverson da Silva | Brasilien  | 50,63    |
| 7     | El Hefeny Ibrahim  | Ägypten    | 50,70    |
| DNF   | Ilir Xhani         | Albanien   |          |

### Vorlauf 7
2. August 1997, 18:30 Uhr
| Platz | Name             | Nation       | Zeit (s) |
| ----- | ---------------- | ------------ | -------- |
| 1     | Bryan Bronson    | USA          | 48,84    |
| 2     | Dusán Kovács     | Ungarn       | 48,99    |
| 3     | Ashraf Saber     | Italien      | 49,11    |
| 4     | Jimmy Coco       | Frankreich   | 49,64    |
| 5     | Carlos Zbinden   | Chile        | 50,42    |
| 6     | Rohan Robinson   | Australien   | 51,67    |
| 7     | Lambros Zervakos | Griechenland | 52,94    |

## Halbfinale
Aus den beiden Halbfinalläufen qualifizierten sich die jeweils ersten beiden Athleten – hellblau unterlegt – sowie die darüber hinaus zwei zeitschnellsten Läufer – hellgrün unterlegt – für das Finale.

### Halbfinallauf 1
3. August 1997, 21:05 Uhr
| Platz | Name              | Nation     | Zeit (s) |
| ----- | ----------------- | ---------- | -------- |
| 1     | Stéphane Diagana  | Frankreich | 48,14    |
| 2     | Llewellyn Herbert | Südafrika  | 48,31    |
| 3     | Samuel Matete     | Sambia     | 48,44    |
| 4     | Mubarak al-Nubi   | Katar      | 48,84 NR |
| 5     | Joey Woody        | USA        | 49,14    |
| 6     | Ian Weakley       | Jamaika    | 49,89    |
| 7     | Mustapha Sdad     | Marokko    | 50,78    |
| DNF   | Kazuhiko Yamazaki | Japan      |          |

### Halbfinallauf 2

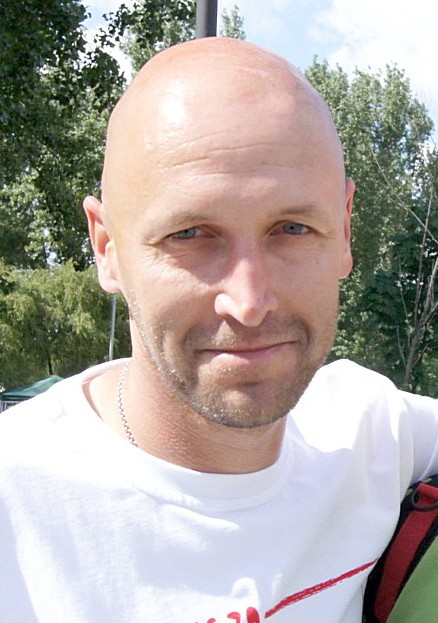
Selbst sein polnischer Rekord mit 48,94 s reichte Pawel Januszewski nicht zum Finaleinzug
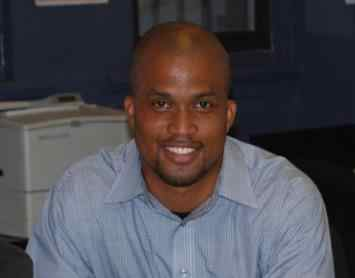
Der Titelverteidiger und Olympiasieger von 1996 Derrick Adkins schied mit 48,95 s im Halbfinale aus

3. August 1997, 21:13 Uhr
| Platz | Name                 | Nation     | Zeit (s) |
| ----- | -------------------- | ---------- | -------- |
| 1     | Ruslan Maschtschenko | Russland   | 48,54    |
| 2     | Dinsdale Morgan      | Jamaika    | 48,56    |
| 3     | Shunji Karube        | Japan      | 48,81    |
| 4     | Paweł Januszewski    | Polen      | 48,94 NR |
| 5     | Derrick Adkins       | USA        | 48,95    |
| 6     | Lukas Soucek         | Tschechien | 49,09    |
| 7     | Zid Abou Hamed       | Australien | 49,12    |
| 8     | Ashraf Saber         | Italien    | 49,36    |

### Halbfinallauf 3
3. August 1997, 21:21 Uhr
| Platz | Name            | Nation     | Zeit (s) |
| ----- | --------------- | ---------- | -------- |
| 1     | Bryan Bronson   | USA        | 47,83    |
| 2     | Fabrizio Mori   | Italien    | 48,17 NR |
| 3     | Jiří Mužík      | Tschechien | 48,27 NR |
| 4     | Dusán Kovács    | Ungarn     | 48,45 NR |
| 5     | Ken Harnden     | Simbabwe   | 48,82    |
| 6     | Yoshihiko Saitō | Japan      | 49,60    |
| 7     | Vadim Zadoinov  | Moldau     | 50,07    |
| 8     | Kareem Archer   | Jamaika    | 50,76    |

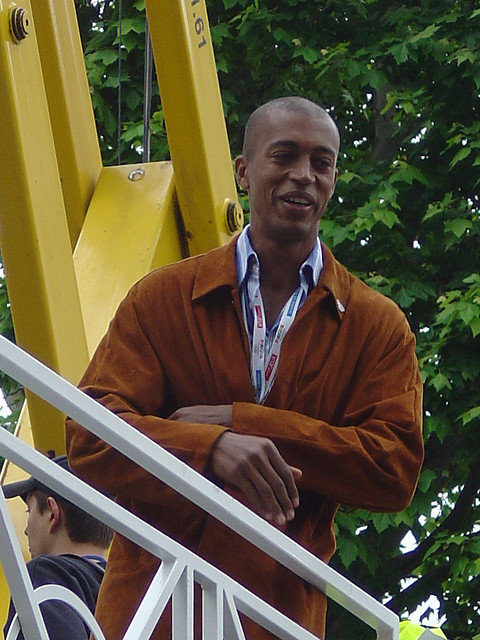
Stéphane Diagana (Foto: 2005) – 1994 war er EM-Dritter, 1995 WM-Dritter, nun wurde er Weltmeister
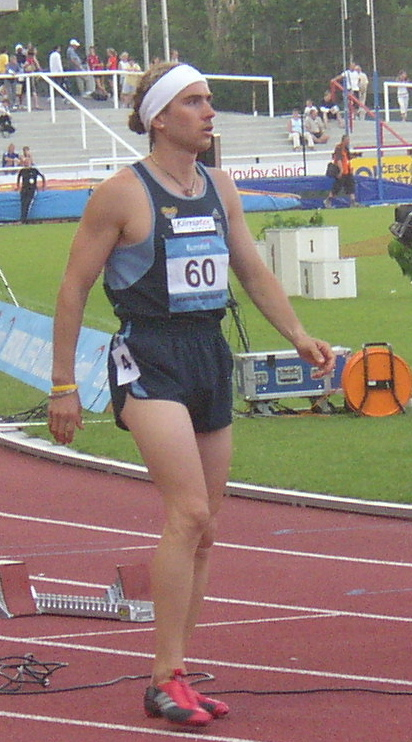
Jiří Mužík war im Vorlauf mit 48,56 s und im Halbfinale mit 48,27 s jeweils tschechischen Rekord gelaufen, im Finale reichte es dann in 49,51 s noch zu Rang acht

## Finale
4. August 1997, 21:10 Uhr
| Platz | Name                 | Nation     | Zeit (s) |
| ----- | -------------------- | ---------- | -------- |
| 1     | Stéphane Diagana     | Frankreich | 47,70 WL |
| 2     | Llewellyn Herbert    | Südafrika  | 47,86 NR |
| 3     | Bryan Bronson        | USA        | 47,88    |
| 4     | Fabrizio Mori        | Italien    | 48,05 NR |
| 5     | Samuel Matete        | Sambia     | 48,11    |
| 6     | Ruslan Maschtschenko | Russland   | 48,62    |
| 7     | Dinsdale Morgan      | Jamaika    | 49,06    |
| 8     | Jiří Mužík           | Tschechien | 49,51    |

## Video
- Stéphane Diagana : Dieu du 400 m haies à Athènes – Mon Instant Athlé, Video veröffentlicht am 5. Juli 2012 auf youtube.com, abgerufen am 18. Juni 2020